# Cristian Galano
Cristian Galano (sinh ngày 1 tháng 4 năm 1991) là một cầu thủ bóng đá người Ý hiện đang chơi ở vị trí tiền đạo, tiền vệ công cho câu lạc bộ của Serie B Vicenza. Cristian Galano cũng được biết đến là cầu thủ bóng đá đầu tiên trong lịch sử nhận thẻ xanh lá cây, một hình thức tưởng thưởng cho hành động fair-play trên sân cỏ.

## Tiểu sử
Sinh ra tại Foggia, Apulia, Galano khởi nghiệp tại Serie B và đội bóng vùng Apulia Bari. Anh có trận ra mắt đầu tiên tại Serie B vào ngày 23 tháng 5 năm 2009 (vòng đấu cuối thứ hai) khi đội bóng của anh để thua Salernitana 2-3. Anh mặc số áo 15 trong mùa giải đó. Năm 2010 anh tốt nghiệp đội trẻ U-20 và được cho mượn đến Gubbio để thay thế cánh trái của Alessandro Marotta vừa trở về Bari. Anh là cầu thủ ghi nhiều bàn thắng thứ ba của đội bóng bên cạnh Alfredo Donnarumma (đều 5 bàn), xếp sau Juanito (18 bàn) và Martino Borghese (6 bàn). Anh trở về Bari vào ngày 1 tháng 7 năm 2011 và ký hợp đồng mới kéo dài ba năm. Galano sau đó gia hạn hợp đồng đến ngày 30 tháng 6 năm 2016.

### Vicenza
Ngày 31 tháng 8 năm 2015, Galano được Vicenza Calcio ký hợp đồng theo một thỏa thuận tạm thời, với nghĩa vụ ký hợp đồng hoàn toàn với anh. Anh mặc áo số 19 trong Serie B mùa 2015-16 mà Andrea Cocco để lại. Ở phút thứ 53 trong trận Vicenza gặp Virtus Entella diễn ra ngày 9 tháng 10 năm 2016, khi Vicenza được hưởng một quả phạt góc, tiền đạo Galano đã tiến đến trọng tài chính và thanh minh không có cầu thủ nào của Virtus Entella chạm vào bóng trước đó. Sau đó, trọng tài Marco Mainardi đã thay đổi quyết định, cho Virtus Entella phát bóng lên, đồng thời "thưởng" cho anh tấm thẻ xanh (được lập ra từ tháng 1/2016 để tưởng thưởng những hành động đẹp trong bóng đá, fair play) đầu tiên trong lịch sử bóng đá.

### Sự nghiệp quốc tế

#### Đội U-16
Anh bắt đầu sự nghiệp quốc tế tại giải đấu U-16 quốc tế tổ chức ở Val-de-Marne. Anh chưa bao giờ khoác áo Azzurrini ở lứa U-17.

#### Đội U-19
Anh được đôn lên đội U-19 vào tháng 12 năm 2008. Vì thế hệ sinh năm 1990 không thể tham dự vòng loại giải vô địch bóng đá U-19 2009, do đó đội U-18 mùa giải đó sẽ chỉ bao gồm những cầu thủ chỉ đủ điều kiện tham dự giải năm 2010. Anh nổ súng ngay trong trận ra mắt giúp đội tuyển thắng Romania 3-1. Anh còn khoác áo trận ra mắt đội U-18 đối đầu U-18 Đan Mạch. Kể từ đó anh chơi hầu hết các trận đấu của cả đội U-18/19 (thế hệ sinh năm 1991), trong đó có chiến thắng trước U-19 Na Uy vào tháng ba và trận hòa 2-2 với U-19 Ukranie vào tháng tư. Anh chơi tất cả bốn trận đấu tại Cúp quốc tế U-18 Slovakia, trong đó ghi hai bàn. Mùa 2009-10, anh là thành viên thường xuyên trong đội bóng: chơi trong các trận giao hữu gặp U-19 Đan Mạch và U-19 Hà Lan, hai trong ba trận thuộc vòng loại. Đội tuyển giành thắng lợi 3-0 trước U-19 Thổ Nhĩ Kỳ, hòa 1-1 với U-19 Đức và thắng U-19 Thụy Sĩ 1-0 trong các trận giao hữu.

## Danh hiệu
- Serie B: 2009 (Bari)
- Lega Pro Prima Divisione: 2011 (Gubbio)